# Marcos Antonio García Nascimento
Marcos Antonio García Nascimento (sinh ngày 21 tháng 10 năm 1979) là một cầu thủ bóng đá người Brasil.

## Sự nghiệp câu lạc bộ
Marcos Antonio García Nascimento đã từng chơi cho Kyoto Purple Sanga và Albirex Niigata.

## Thống kê câu lạc bộ

### J.League
| Đội                | Năm       | J.League | J.League | J.League Cup | J.League Cup | Tổng cộng | Tổng cộng |
| Đội                | Năm       | Trận     | Bàn      | Trận         | Bàn          | Trận      | Bàn       |
| ------------------ | --------- | -------- | -------- | ------------ | ------------ | --------- | --------- |
| Kyoto Purple Sanga | 1999      | 0        | 0        | 0            | 0            | 0         | 0         |
| Albirex Niigata    | 2000      | 31       | 10       | 2            | 0            | 33        | 10        |
| Tổng cộng          | Tổng cộng | 31       | 10       | 2            | 0            | 33        | 10        |